# زیمونه اشتلتسر
زیمونه اشتلتسر (به آلمانی: Simone Stelzer) (زاده ۱ اکتبر ۱۹۶۹) خواننده اتریشی است.
او نماینده اتریش در مسابقه آواز یوروویژن ۱۹۹۰ بود.